# Élection présidentielle santoméenne de 2016
Une élection présidentielle s'est déroulée à Sao Tomé-et-Principe le 17 juillet et le 7 août 2016. Il s'agit de la sixième depuis 1991.

## Système électoral
Le président de la République de Sao Tomé-et-Principe est élu au scrutin uninominal majoritaire à deux tours.

## Contexte
111 222 électeurs sont appelés aux urnes.

## Candidats
Il y a cinq candidats :
- Manuel Pinto da Costa, président de la République depuis 2011 (et entre 1975 et 1991), se représente pour un second mandat consécutif de 5 ans.
- Evaristo Carvalho, membre de l'Action démocratique indépendante, ancien Premier ministre, déjà candidat en 2011.
- Maria das Neves, membre du Mouvement pour la libération de Sao Tomé-et-Principe – Parti social-démocrate, ancienne Premier ministre, déjà candidate en 2011.
- Manuel do Rosário, indépendant.
- Hélder Barros, ancien ministre de l'Économie, déjà candidat en 2011.

## Déroulement

### Premier tour
Le 22 juillet, la Commission électorale (CEN) modifie les résultats provisoires après l'examen des procès-verbaux des bureaux de vote de la diaspora au Portugal, en Angola, au Gabon et en Guinée équatoriale et du résultat d'un vote différé qui a eu lieu le 20 juillet dans la localité de Maria Luisa. Pour la Commission, aucun des candidats n'ayant réussi à obtenir plus de la moitié des voix exprimées, l'organisation d'un second tour s'impose, entre Evaristo Carvalho et Manuel Pinto da Costa. Le 25 juillet, le Tribunal constitutionnel confirme la décision de la CEN et fixe la date du second tour au 7 août suivant.

#### Résultats annoncés puis annulés par la Commission électorale
| Evaristo Carvalho       | 34 629 | 50,1 %  |
| Manuel Pinto da Costa   | 17 121 | 24,8 %  |
| Maria das Neves         | 16 638 | 24,1 %  |
| Manuel do Rosário       | 488    | 0,7 %   |
| Hélder Barros           | 194    | 0,3 %   |
| Votes valides           | 69 070 | 97,12 % |
| Votes nuls              | 2 047  | 2,88 %  |
| Total des votes         | 71 117 | 100,00% |
| Taux de participation   | 64,1 % | 64,1 %  |
| Sources : CEN, Téla Nón |        |         |

#### Résultats officiels validés par la Commission électorale et le Tribunal constitutionnel
| Evaristo Carvalho      | 34 522  | 49,88 % |
| Manuel Pinto da Costa  | 17 188  | 24,84 % |
| Maria das Neves        | 16 828  | 24,31 % |
| Manuel do Rosário      | 478     | 0,69 %  |
| Hélder Barros          | 194     | 0,28 %  |
| Votes valides          | 69 210  | 96,76 % |
| Votes nuls             | 2 314   | 3,24 %  |
| Total des votes        | 71 524  | 100,00% |
| Taux de participation  | 64,31 % | 64,31 % |
| Source : CEN, Téla Nón |         |         |

### Second tour
Le 1er août 2016, le président sortant Manuel Pinto da Costa annonce son refus de participer au second tour de la présidentielle prévu le dimanche suivant, dénonçant des fraudes lors du premier tour et exige l'annulation de tout le processus électoral. Également demandé par Maria das Neves, il est refusé par le Tribunal constitutionnel. Evaristo Carvalho incite « tous les Santoméens à exercer le droit de vote le 7 août. »
Le vote se déroule donc le 7 août 2016 avec une victoire assurée d'Evaristo Carvalho, malgré un faible taux de participation (46%). Carvalho obtient 100 % des voix exprimées et 81,64 % du total des voix, en raison d'un nombre élevé de bulletins nuls. Selon Jeune Afrique, il s'agirait de la fin de la rivalité entre Manuel Pinto da Costa et la famille Trovoada (le président Miguel Trovoada et son fils le premier ministre Patrice Trovoada), soutien d'Evaristo Carvalho.
| Evaristo Carvalho     | 42 058 | 100     |
| Votes valides         | 44 056 |         |
| Votes nuls            | 7 567  |         |
| Total des votes       | 51 173 | 100,00% |
| Taux de participation | 46 %   | 46 %    |
| Source : CEN          |        |         |